# 2442 Corbett
2442 Corbett eller 1980 TO är en asteroid i huvudbältet som upptäcktes den 3 oktober 1980 av den tjeckiske astronomen Zdeňka Vávrová vid Kleť-observatoriet. Den är uppkallad efter britten Jim Corbett.
Asteroiden har en diameter på ungefär 8 kilometer.